# Choszeut
Choszeut (ros. Хошеут) – osiedle w Rosji, w Kałmucji, w rejonie oktiabrskim. W 2021 liczyło 403 mieszkańców.